# راكيل ليرا
راكيل ليرا (من مواليد 2 ديسمبر 1978) هي العمدة الحالية لمدينة كاروارو، وفي الماضي خدمت في المجلس التشريعي للولاية من 2011 إلى 2017.

## الحياة الشخصية
ليرا هي ابنة عمدة كاروارو السابق والحاكم السابق لبيرنامبوكو جواو ليرا نيتو. وهي متزوجة من فرناندو لوسينا ولديها ولدان: فرناندو جونيور وجواو.

## الحياة السياسية
تم انتخاب ليرا لعضوية المجلس التشريعي لولاية بيرنامبوكو في انتخابات عام 2010 بأغلبية 49.610 صوتًا. أعيد انتخاب ليرا في عام 2014 بحوالي 80 ألف صوت، لكونها أكثر ممثلي الولاية تصويتًا في تلك الانتخابات.
انتخبت ليرا عمدة مسقط رأسها كاروارو في عام 2017 بنسبة 53.15٪ من الأصوات. هي أول امرأة على الإطلاق تشغل منصب عمدة كاروارو.